# Strigidae
Famille
Les Strigidés (Strigidae) sont une famille de rapaces en grande partie nocturnes qui comprend les hiboux, les chouettes (sauf les effraies et les phodiles, qui appartiennent à la famille des Tytonidae) et les espèces apparentées : petits-ducs, Grands-ducs, kétoupas, harfangs, chouettes-pêcheuses, chevêchettes, chevêches, nyctales et ninoxes. Elle est constituée de 26 genres et de 221 espèces (en 2018).

## Description
Leur taille va de 12 à 75 cm. Les hiboux ont des aigrettes ou « oreilles » (qui ne jouent aucun rôle dans l'ouïe), alors que les chouettes n'en ont pas. Ils présentent une grosse tête avec les deux yeux regardant vers l'avant au milieu de disques faciaux arrondis. Leur bec est fort et crochu. Comme les autres rapaces, ils ont des serres puissantes et acérées. Une particularité de ces rapaces nocturnes est leur vol silencieux. Leur plumage est doux et mimétique.

## Habitats et répartition
Cosmopolites, ils vivent dans presque tous les habitats continentaux, de l'Arctique aux tropiques, du niveau de la mer jusqu'à 2 000 m environ, mais localement jusqu'à 4 700 m d'altitude. 
À travers le monde on en compte environ 200 espèces dont une douzaine seulement en Europe.

## Systématique

### Sous-familles
Selon Alan P. Peterson, cette famille serait divisée en trois sous-familles, les Striginae, les Surniinae et les Asioninae. Cette taxinomie a été infirmée par Wink et al. (2009) qui montrent par une étude phylogénique l'existence de trois sous-familles, les Ninoxinae, les Surniinae, et les Striginae.

### Liste des genres et des espèces

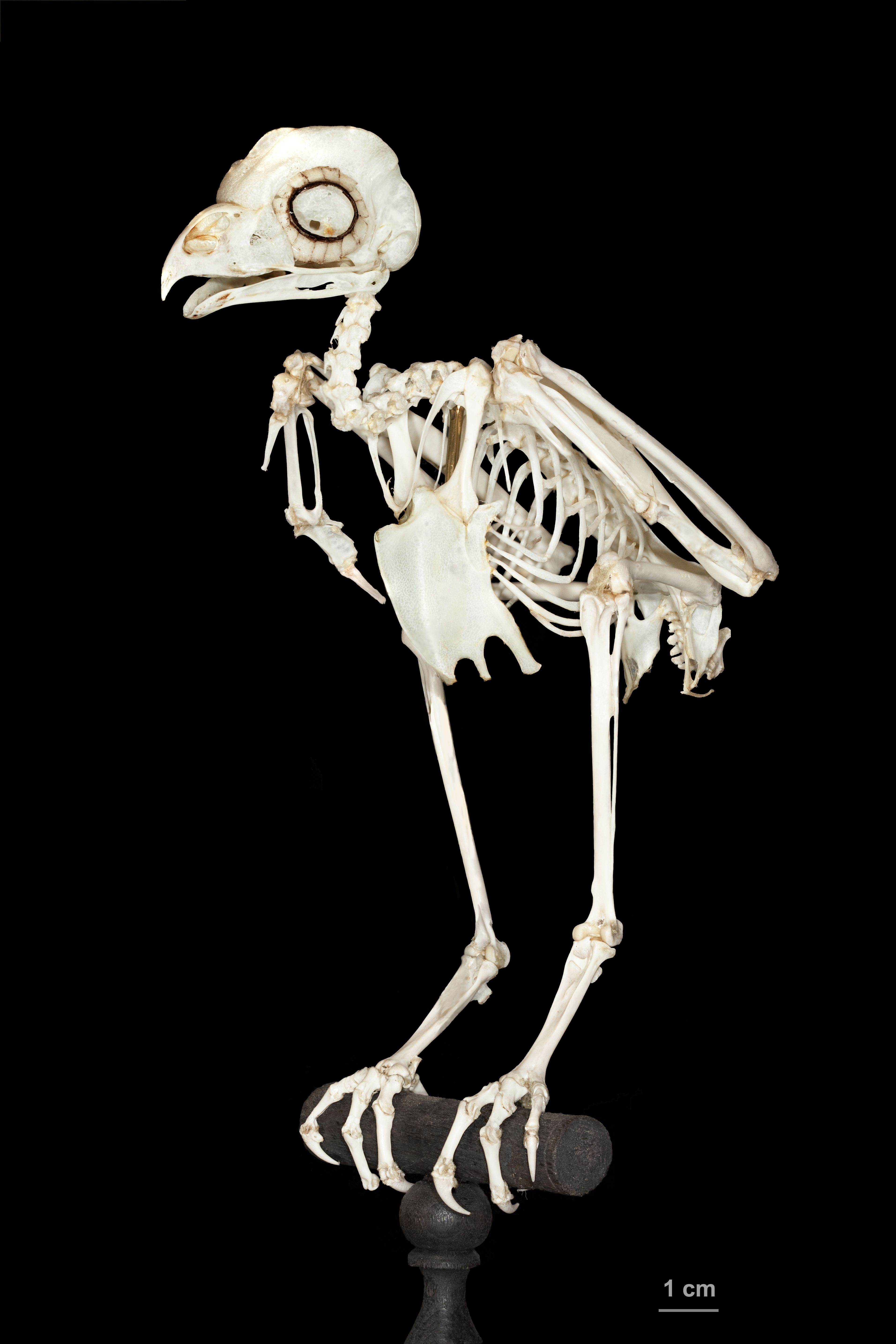
Squelette de Strigidae - Muséum de Toulouse.

D'après la classification de référence (version 14.1, 2024) de l'Union internationale des ornithologues, il y a 234 espèces (dont 5 éteintes) de Strigidae réparties en 23 genres. Liste des genres par ordre Phylogénique :
- Aegolius (Kaup, 1829) (5 espèces dont 1 éteinte) ;
- Asio (Brisson, 1760) (9 espèces) ;
- Athene (Boie, F, 1822) (9 espèces) ;
- Bubo (Duméril, 1805) (10 espèces) ;
- Glaucidium (Boie, F, 1826) (29 espèces) ;
- Gymnasio (Bonaparte, 1854) (1 espèce) ;
- Jubula (Bates, GL, 1929) (1 espèce) ;
- Ketupa (Lesson, RP, 1830) (12 espèces) ;
- Lophostrix (Lesson, RP, 1836) (1 espèce) ;
- Margarobyas (Olson & Suárez, 2008) (1 espèce) ;
- Megascops (Kaup, 1848) (22 espèces) ;
- Micrathene (Coues, 1866) (1 espèce) ;
- Ninox (Hodgson, 1837) (37 espèces dont 1 éteinte) ;
- Otus (Pennant, 1769) (60 espèces dont 3 éteintes) ;
- Psiloscops (Coues, 1899) (1 espèce) ;
- Ptilopsis (Kaup, 1848) (2 espèces) ;
- Pulsatrix (Kaup, 1848) (3 espèces) ;
- Scotopelia (Bonaparte, 1850) (3 espèces) ;
- Strix (Linnaeus, 1758) (22 espèces).
- Surnia (Duméril, 1805) (1 espèce) ;
- Taenioptynx (Kaup, 1848) (2 espèces) ;
- Uroglaux (Mayr, 1937) (1 espèce) ;
- Xenoglaux (O'Neill & Graves, GR, 1977) (1 espèce) ;

Dans cette classification, les genres Mascarenotus, Nesasio, Pseudoscops, Pyrroglaux et Sceloglaux sont obsolètes.

## Conservation
Cinq espèces au moins sont éteintes :
- † Aegolius gradyi — Nyctale des Bermudes
- † Mascarenotus grucheti — Chevêche de la Réunion
- † Mascarenotus murivorus — Chevêche de Rodrigues
- † Mascarenotus sauzieri — Chevêche de Maurice, éteinte vers 1860
- † Sceloglaux albifacies — Ninoxe rieuse

Plusieurs autres sont très menacées.